# Thôi Trung Hiến
Thôi Trung Hiến (Hangul: 최충헌, chữ Hán: 崔忠獻; 1149 – 1219) là một quyền thần của triều đình Cao Ly trong thời kỳ võ quan lũng đoạn triều chính. Dòng họ Thôi thay nhau thâu tóm quyền lực trong nhiều năm, gọi là Thôi thị chính quyền (최씨정권; 崔氏政權).
Thôi Nghị, người cầm quyền cuối cùng của nhà họ Thôi, bị giết bởi Kim Tuấn, kết thúc 62 năm "Thôi thị chính quyền" (1196 – 1258).

## Bối cảnh lịch sử
Thôi Trung Hiến là con trai của Thượng tướng Thôi Nguyên Hạo. Dưới triều vua Nghị Tông, ông được phong Lương uẩn lệnh (良醞令). Năm Minh Tông thứ 4, thăng Nhiếp tướng quân (攝將軍).
Cao Ly Nghị Tông là người không mấy thiện cảm với các quan võ và binh sĩ. Khi say rượu, ông thường xúc phạm các binh tướng khiến họ nổi giận, và các quan văn cũng thừa dịp mà sỉ nhục các quan võ. Mùa thu năm 1170, các võ quan nổi dậy, đứng đầu là Trịnh Trọng Phu (정중부; 郑仲夫), Lý Nghĩa Phương (이의방; 李義方), Lý Cao (이고; 李高), đã lật đổ Nghị Tông và ép ông uống rượu độc để tự sát. Trịnh Trọng Phu đã đưa vương đệ của Nghị Tông lên ngôi, tức Cao Ly Minh Tông. Từ đây, Cao Ly bước vào giai đoạn các võ quan chi phối chính quyền, vua chỉ là bù nhìn, kéo dài gần 100 năm, sử Cao Ly gọi là Vũ thần chính quyền.

## Trừ diệt họ Lý
Năm Minh Tông thứ 26 (1196), Lý Chí Vinh (con trai của tướng Lý Nghĩa Mẫn) cướp con bồ câu của Thôi Trung Túy. Tức giận vì không đòi lại được con bồ câu, Túy bèn nhờ anh ruột là Thôi Trung Hiến trừ khử cả nhà họ Lý. Nhà họ Thôi nhân đó đã lên kế hoạch làm binh biến. Sự nghiệp của Thôi Trung Hiến bắt đầu từ đây.
Một dịp, Minh Tông cho gọi Lý Nghĩa Mẫn tháp tùng vua đi lễ Phật, Mẫn khướt từ, bảo rằng đang bệnh rồi bỏ lên biệt phủ trên núi Di Đà (미타산, 彌陀山) nghỉ ngơi. Thôi Trung Hiến liền cho người phục kích giết chết Lý Nghĩa Mẫn khi ông đang trên núi, mang đầu của Nghĩa Mẫn về kinh thành thị uy và kêu gọi binh sĩ, dân chúng ủng hộ lặt đổ họ Lý. Họ Thôi đã thuyết phục Minh Tông trừ hết phe cánh họ Lý và dẹp tan các phe ủng hộ Lý Nghĩa Mẫn trong cả nước, cho tru di 3 đời nhà Mẫn.

## Cầm quyền
Năm 1197, Thôi Trung Hiến phế truất Cao Ly Minh Tông, giam ông tại Xương Lạc cung, đày Thái tử Vương Ngô (Cao Ly Khang Tông sau này) ra đảo Giang Hoa. Trung Hiến lại đưa Vương Trác lên ngôi, tức Cao Ly Thần Tông, em của Nghị Tông và Minh Tông. Thời kỳ Thôi thị chính quyền bắt đầu.
Cùng năm đó, Trung Túy vì muốn con gái mình thành hôn với thái tử Vương Anh nên ông đã phế truất Thái tử phi đương thời. Trung Hiến không đồng ý việc này nên đã ra tay can thiệp, dẫn đến một cuộc xung đột giữa anh em nhà họ Thôi. Trung Túy đại bại, và đã bị lính của Trung Hiến chém đầu. Ông đã bật khóc khi thấy đầu của người em trai, và đã tổ chức tang lễ cho Túy một cách trọng thể.
Một số sử liệu ghi rằng, trước lúc lâm chung, Thần Tông đã van xin Thôi Trung Hiến cho phép thái tử của ông lên ngôi và không diệt bỏ vương triều Cao Ly. Lời thỉnh cầu được nhấp nhận, Thần Tông băng hà sau đó không lâu (1204). Theo di mệnh, Trung Hiến đã đưa thái tử Vương Anh lên ngôi, tức vua Hi Tông.
Hi Tông quyết giành lại quyền lực từ tay Thôi Trung Hiến và trừ khử ông. Nhà vua đã phong cho ông nhiều tước vị cao quý và ban quyền tương đương với một vị vua. Hiến trở nên an tâm với vị vua mới. Tuy nhiên, cuộc binh biến thất bại, Thôi Trung Hiến chạy trốn được. Tức giận nên ông đã đày Hi Tông ra đảo Tử Yên, đưa anh họ của Hi Tông lên ngôi, tức vua Khang Tông. Ba cuộc nổi dậy chống lại Thôi Trung Hiến cũng nổ ra, một do người cháu gọi ông bằng cậu đứng đầu, Phác Tấn Tài, một của dân quân Tân La, một do các nông nô của ông lãnh đạo. Tất cả đều bị dẹp tan.
Khang Tông ở ngôi 2 năm thì mất, Thôi Trung Hiến đưa người con trai duy nhất của Khang Tông lên ngôi, tức Cao Ly Cao Tông. Thời gian này, quân Khiết Đan xâm lược và đã bị đánh bại bởi Thôi Vũ và Thôi Hướng, 2 người con trai của Thôi Trung Hiến.

## Kế nghiệp
Hai người con lớn của ông là Thôi Vũ và Thôi Hướng. Vũ là người đầy mưu mẹo chiến lược, lại có khả năng lãnh đạo binh lính. Hướng là một tướng tài hiếm có, nhưng lại không thể điều hành được quân đội.
Một cuộc chiến tranh giành quyền lực giữa hai anh em họ Thôi lại xảy ra, tương tự như hai anh em Trung Hiến - Trung Túy trước đây. Thôi Vũ mạnh hơn nên đã giành phần thắng. Không như cha mình ngày trước, Vũ không giết em mình và đã để cho Thôi Trung Hiến quyết định số mệnh của Hướng. Trung Hiến rất hài lòng về việc đó, cũng không nỡ giết con mình nên chỉ ban lệnh lưu đày Thôi Hướng.
Ông qua đời ở độ tuổi 71, lễ táng được tổ chức trọng thể và xa hoa như một vị vua, được đặt thụy là Cảnh Thành (景成).

## Gia quyến
- Cha: Thôi Nguyên Hạo (최원호, 崔元浩)
- Mẹ: Phu nhân Liễu thị (부인)
- Anh chị em:
  - Thôi Trung Túy (최충수, 崔忠粹; 1152 – 1197)
  - Một người chị gái, sinh Phác Tấn Tài (박진재, 朴晉材; 1167 / 1170 ? – 1207).
- Vợ con:
  - Chính thất Tống thị (송씨; 宋氏), con gái của Tống Trọng.
    1. Thôi Vũ (최우, 崔瑀; 1166 - 1249), người cầm quyền thứ hai trong thời kỳ Thôi thị chính quyền (1219 – 1249).
      1. Thôi Hằng (최항, 崔沆; 1209 – 1257), kế nhiệm Thôi Vũ (1249 – 1257).
        1. Thôi Nghị (최의, 崔竩; 1233 – 1258), kế nhiệm Thôi Nghị (1257 – 1258), cầm quyền 1 năm thì bị Kim Tuấn giết, chấm dứt thời kỳ Thôi thị chính quyền.

    2. Thôi Hướng (최향, 崔珦; 1169 - 1230), về sau bị lưu đày.

  - Tĩnh Hòa Trạch chủ (정화택주), con gái của Cao Ly Khang Tông.
    1. Thôi Cù (최구, 崔衢).
    2. Con trai không rõ tên, xuất gia theo thiền phái Tào Khê.

  - Tuy Thành Trạch chủ (수성택주, 綏成宅主), nguyên là vợ của tướng quân Hồng Dận. Trung Hiến giết Dận, nạp vợ ông làm thiếp.
    1. Thôi Tinh (최성, 崔星).